# Норкове масло

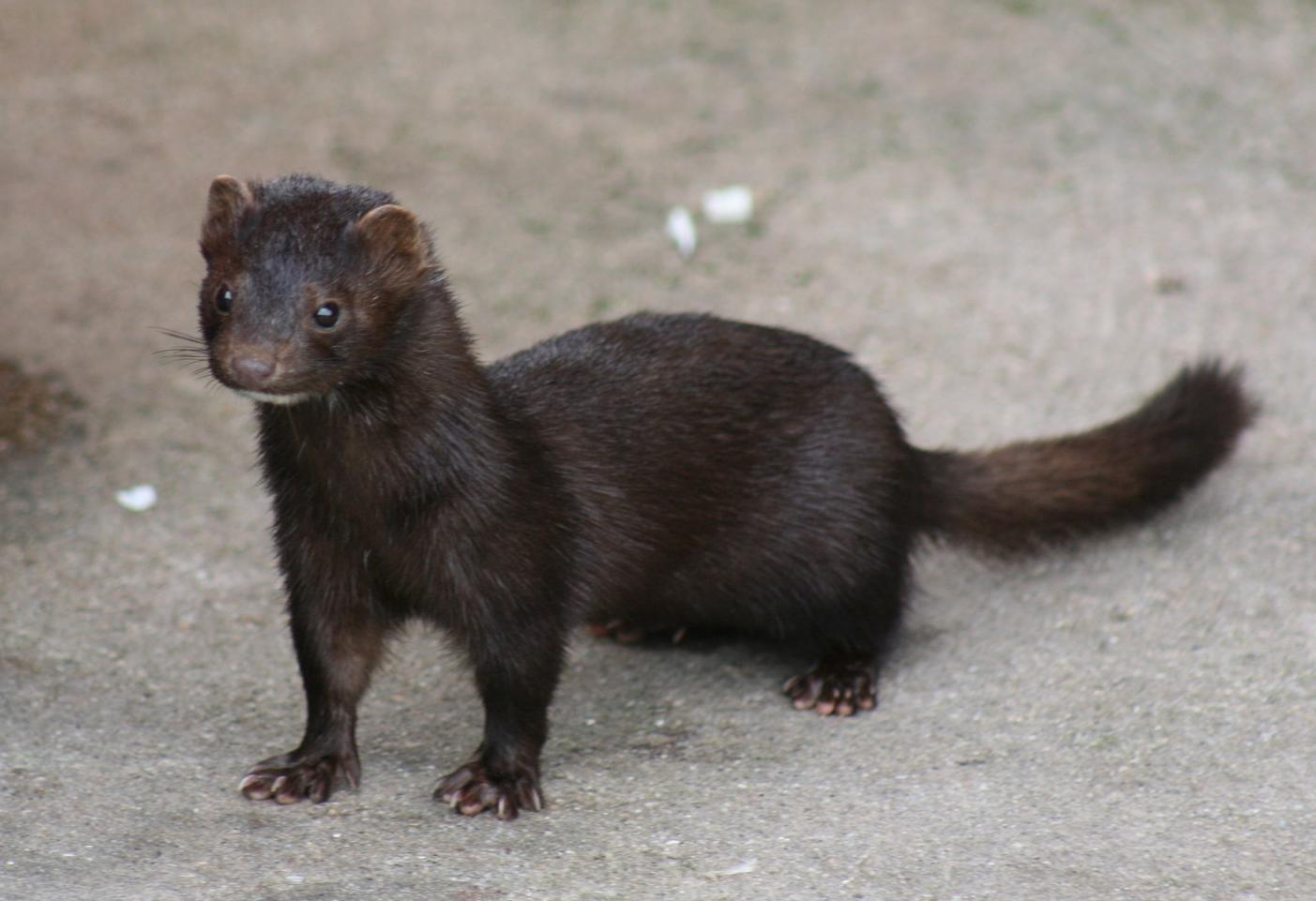
Американська норка
(Neogale vison)

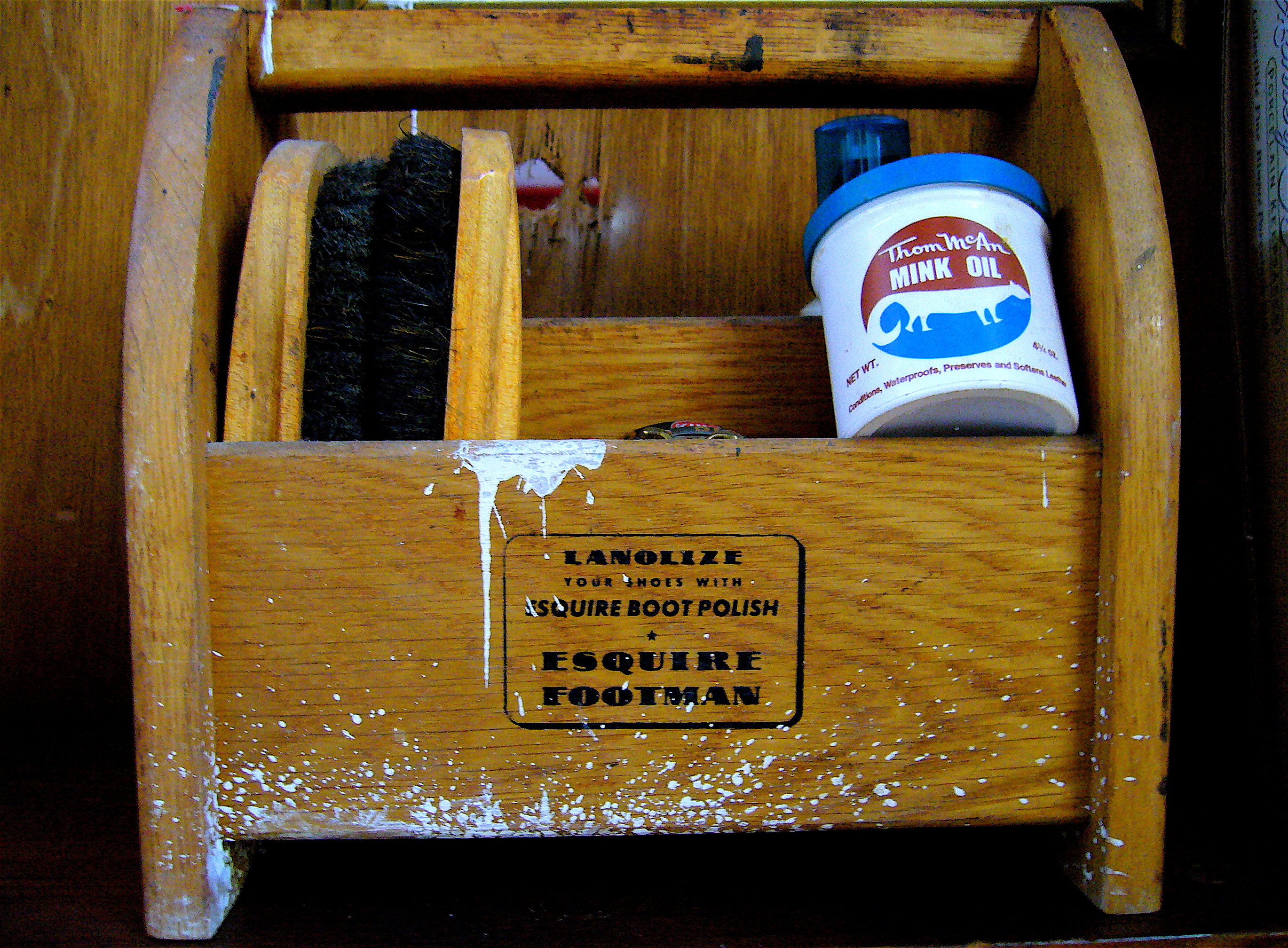
Коробка для чищення взуття з невеликою баночкою норкового масла.

Норкове масло — жир, одержуваний при обробці знятих шкур норок. Використовується в косметиці та медицини для догляду за шкірою, а також для догляду за шкіряними виробами та взуттям. Норкове масло дуже близьке за своїм складом і структурою до шкірного жиру.
Дивовижні властивості свого жиру норка сама застосовує в житті. У природі норка мешкає в лісах, де, як і інші тварини, іноді страждає від лісових пожеж. Але як ніхто інший норка має приголомшливі здібностями відновлювати свою шерсть. Протягом 14-20 днів норка здатна відновити втрачений волосяний покрив. А якщо норка потрапила у вогонь і у неї обгоріло до 80% тільця (ця цифра смертельна для будь-якого іншого тварини в лісі, в тому числі і для людини), то вона здатна не просто вижити, а й повністю відновити свою шерсть і регенерувати тканини. І все це завдяки унікальному складу підшкірного жиру норки!

## Склад
Норкове масло містить поліненасичені жирні кислоти. Має природні сонцезахисні властивості. Воно легко проникає в шкіру, не залишаючи відчуття жирної поверхні, абсолютно безпечне навіть при попаданні на слизову оболонку очей.

## Властивості норкового масла
- містить 15-19% пальмітоолеїнової кислоти.
- загальний вміст жирних неетерифікованих кислот - близько 75%.